# 岩井宏實
岩井 宏實（いわい ひろみ、1932年3月5日- 2016年2月29日）は、日本の民俗学者。国立歴史民俗博物館・帝塚山大学名誉教授。大分県立歴史博物館顧問。
奈良市生まれ。奈良県立奈良高等学校、立命館大学文学部卒業。同大学院文学研究科日本史学専攻修士課程修了。大阪市立博物館学芸員、国立歴史民俗博物館教授、1996年定年退官、名誉教授、帝塚山大学教授、学長。88年「地域社会の民俗学的研究」で筑波大学より文学博士の学位を取得。民具、民間信仰、宗教民俗学研究。

## 著書
- 『小絵馬』三彩社・三彩ガイドブックス　1966
- 『奈良祭事記 古都の行事めぐり』山と渓谷社・山渓新書　1972
- 『絵馬　ものと人間の文化史』法政大学出版局、1974
- 『絵馬』山崎義洋写真　保育社カラーブックス　1980
- 『絵馬を訪ねて』山崎義洋写真　神戸新聞出版センター　兵庫ふるさと散歩 1980
- 『暮しの中の神さん仏さん』文化出版局　1980　のち河出文庫
- 『正月はなぜめでたいか—暮らしの中の民俗学』大月書店、1985
- 『暮しの中の妖怪たち』文化出版局　1986　のち河出書房新社、慶友社
- 『地域社会の民俗学的研究』法政大学出版局、1987
- 『少年少女版日本妖怪図鑑』川端誠絵 文化出版局、1987
- 『運を開くことわざ吉凶学 自分でツキを呼ぶ開運テレパシー』青春出版社プレイブックス 1990　「<言い伝え>のおもしろ謎学」文庫
- 『民具の博物誌』河出書房新社、1990
- 『曲物－ものと人間の文化史』法政大学出版局、1994
- 『民具の歳時記』河出書房新社　1994
- 『環境の文化誌 地域文化の形成』慶友社　1997
- 『ちょっと昔の道具たち』河出書房新社＜らんぷの本＞、2001
- 『旅の民俗誌』河出書房新社、2002
- 『日本の伝統を読み解く暮らしの謎学』青春出版社プレイブックスインテリジェンス 2003
- 『妖怪と絵馬と七福神』青春出版社プレイブックスインテリジェンス、2004
- 『吉を招く「言い伝え」 縁起と俗信の謎学』青春出版社プレイブックスインテリジェンス 2005
- 『昭和を生きた道具たち』河出書房新社＜らんぷの本＞、2005
- 『「君の名は」の民俗学』河出書房新社、2006
- 『看板　ものと人間の文化史』法政大学出版局、2007
- 『絵馬に願いを』二玄社、2007
- 『奈良の祭事記 日本人の心の原点をたどる！』青春出版社〈青春新書INTELLIGENCE〉2009
- 『女のちから 霊力・才覚・技量』法政大学出版局　2009
- 『奈良大和の社会史点描』岩田書院　2010
- 『民具学の基礎』慶友社　2011
- 『日本人祝いと祀りのしきたり』青春新書 インテリジェンス 2012

## 共編書
- 『日本の絵馬』日本の美と教養 神山登共著　河原書店　1970
- 『日本の伝説 13　奈良の伝説』花岡大学共著　角川書店、1976
- 『絵馬秘史』編　ＮＨＫブックス、1977
- 『神饌―神と人との饗宴 (ものと人間の文化史)』編、日和祐樹共著 法政大学出版局、1981
- 『日本の博物館（2）』福田英治共著 講談社、1982
- 『日本の祭り6　近畿2』講談社、1983
- 『博物館づくりと地域おこし』編著　ぎょうせい　1991　日本列島活性化シリーズ
- 『民具の世相史』河出書房新社、1994
- 『馬の文化叢書 第6巻　民俗 馬の文化史』馬事文化財団 1995
- 『人と物の旅百科 イラストで見る人の旅物の旅心の旅』全5巻　河出書房新社、1999
- 『図説 日本の妖怪』＜ふくろうの本＞ 近藤雅樹共編、2000
- 『技と形と心の伝承文化』慶友社、2002

## 監修
- 『日本の神々と仏』青春出版社、2002

## 論文
- Cinii